# Laika & Nemo
Laika & Nemo ist ein 15-minütiger Stop-Motion-Film von Jan Gadermann. Darin treffen die beiden Außenseiter Laika und Nemo aufeinander, die gemeinsam lernen, ihr Anderssein zu akzeptieren. Bei der Verleihung der Student Academy Awards im September 2022 ging Laika & Nemo als einer der Gewinner unter den Animationsfilmen hervor.

## Handlung
Nemo lebt in einem schottischen Küstendorf und sieht anders aus als die anderen, denn niemand hier sonst trägt einen Taucheranzug und einen riesigen Helm. Alle anderen Bewohner des Dorfes tragen Berufskleidung. In der Schule wird Nemo daher gemobbt. Er zieht sich als Wärter auf den Leuchtturm zurück. Nach deren Bruchlandung lernt er die Astronautin Laika kennen, was sein Leben grundlegend verändern soll.

## Produktion

### Regie, Drehbuch und Sprecher
Regie führte Jan Gadermann, der auch das Drehbuch schrieb. Der 1986 in Bietigheim-Bissingen geborene Gadermann studierte Filmwissenschaft und Animation. Laika & Nemo ist sein Abschlussfilm an der Filmuniversität Babelsberg Konrad Wolf im Fach Animationsregie. Er gestaltete Laika & Nemo als Stop-Motion-Film. „Die Geschichte habe ich schon seit sechs Jahren im Kopf, nachdem ich mir auf einem Berliner Flohmarkt ein T-Shirt mit dem Aufdruck eines Tiefseetauchers und eines Astronauten gekauft habe“, so  Gadermann.
Viktoria Schreiber und Björn Ingmar Böske leihen im Film Laika und Nemo ihre Stimmen.

### Puppendesign, Szenenbild und Dreharbeiten
Der Hamburger Puppenbauer Martin Meuke fertigte in einer eigenen Werkstatt Spielfiguren und Kostüme. Die Hauptfiguren wurden als Gliederpuppen aus Metall mit Lötkolben und Bunsenbrenner gefertigt.
Als Kameramänner fungierten Vincent Engel und Georg Meyer. Das Szenenbild entstammt einer Zusammenarbeit von Szenenbild-Student Max-Josef Schönborn und Co-Regisseur Sebastian Gadow. Ersterer war auch für die Umsetzung verantwortlich. Mit dem Aufbau des Miniaturfilmsets wurde Anfang des Jahres 2017 begonnen. Schönborn baute das fiktive Dorf an der schottischen Küste aus Holz und Pappe im Keller der Filmuniversität Konrad Wolf auf. Auch der Straßenbelag wurde Pflasterstein für Pflasterstein aus Pappe gefertigt. Die Dreharbeiten dauerten bis August 2017. Insgesamt arbeitete das Team der Filmuniversität Babelsberg 6½ Jahre an dem Film.

### Filmmusik und Veröffentlichung
Die Filmmusik komponierte Jens Heuler und wurde vom Filmorchester Babelsberg eingespielt.
Die Premiere des Films erfolgte Ende März 2022 beim Cleveland International Film Festival. Im April 2022 wurde er beim Filmfest Dresden gezeigt. Im Oktober 2022 wird er beim Schlingel Film Festival vorgestellt. Ende des Jahres 2022 ist eine Vorstellung des Films im Programm des RBB geplant.

## Rezeption
Bei der Verleihung der Student Academy Awards im September 2022 ging Laika & Nemo als Silber-Gewinner unter den Animationsfilmen hervor. Der Film hat sich für eine Einreichung bei der Oscarverleihung 2023 in der Kategorie „Animated Short Film“ qualifiziert. Im Folgenden weitere Ehrungen.
Festival International du Film d’Animation de Bruxelles 2023
- Nominierung im Kurzfilmwettbewerb „Internationaux pour Jeune Public“[11]

Filmfest Dresden 2022
- Nominierung im Nationalen Wettbewerb Animations- und Kurzspielfilm
- Favorit in der Kinder- und Jugendsektion Jugend 1[5]

Filmkunstfest Mecklenburg-Vorpommern 2022
- Nominierung im Kurzfilmwettbewerb (Jan Gadermann)[12]

Manchester Film Festival 2023
- Auszeichnung als Bester animierter Kurzfilm[13]

Tallinn Black Nights Film Festival 2022
- Nominierung im Kids Animation Competition[14]